# Yevgueni Sháposhnikov
Yevgueni Ivánovich Sháposhnikov (en ruso: Евгений Иванович Шапошников) (Bolshói Log, Óblast de Rostov, 3 de febrero de 1942 - Moscú, 8 de diciembre de 2020) fue un comandante militar ruso, que llegó a ser Mariscal del Aire del Ejército Soviético. Miembro del Comité Central del PCUS, fue el último ministro de Defensa de la Unión Soviética, dirigiendo desde dicho departamento la transición hacia el Ejército federal ruso.

## Biografía
En 1963 se graduó de la Escuela Superior de Pilotos de Aviación Militar de Járkov (actual Ucrania), sirviendo posteriormente en el Distrito Militar de los Cárpatos. En 1966, ingresó en la a Academia de la Fuerza Aérea Yuri Gagarin, de la Fuerza Aérea Soviética, donde se graduó tres años más tarde. Entre 1971 y 1975, se desempeñó como comandante adjunto del regimiento de aviación para asuntos políticos, y luego como comandante del regimiento. En 1975, regresó, como subcomandante de una división de combate, al Distrito de los Cárpatos, cuyo mando asumió en 1979.
En 1987, fue nombrado comandante de la Grupo de Fuerzas Soviéticas en Alemania. Al año siguiente asumió el mando del destacamento de la 16.ª Fuerza Aérea. En dicho Grupo de Fuerzas fue ascendiendo en el escalafón, llegando a ser Subcomandante en Jefe (1988) y Comandante en Jefe dos años más tarde. Su labor le retribuyó el honor de ser elegido miembro del Comité Central del PCUS, así como el de Viceministro de Defensa de la Unión Soviética.
Durante el intento de golpe de Estado del 19 al 21 de agosto de 1991, sugirió al ministro de Defensa de la Unión Soviética Dmitri Yázov que retirase sus tropas de Moscú y dispersara el recién creado Comité Estatal para el Estado de Emergencia. El 23 de agosto de 1991, después del fracaso del Comité, el presidente Gorbachov firmó un decreto por el que se nombraba a Sháposhnikov ministro de Defensa de la URSS y presentaba esta decisión a la sesión del Soviet Supremo de la Unión Soviética. El 29 de agosto, dicho estamento, de conformidad con el párrafo 3 del artículo 113 de la Constitución de la Unión Soviética, refrendó su nombramiento.
Sháposhnikov reconoció el Tratado de Belavezha, con el que se declaraba la disolución de la URSS y el establecimiento, en su lugar, de la Comunidad de Estados Independientes (CEI). Desde la cúpula del Ejército, en el Ministerio de Defensa, proyectó el proceso de reforma y transición del Ejército Soviético para consolidarse en la defensa del nuevo estado, si bien en su primera etapa quedó expuesto como las Fuerzas Armadas de la CEI.
En enero de 1992, en la Asamblea de Oficiales del Ejército (que no tenía autoridad), celebrada en el Palacio Estatal del Kremlin, en presencia de más de cuatro mil oficiales, fue acusado de traicionar los intereses de los militares. Acabaría dimitiendo meses después, en mayo de ese año, tras las continuas críticas de sus excompañeros de armas.
Entre enero de 1994 y agosto de 1996, fue el representante del presidente de la Federación de Rusia en Rosoboronexport, la empresa estatal para la exportación e importación de armas y equipos militares.
Entre noviembre de 1995 y marzo de 1997, trabajó como director general de la aerolínea rusa Aeroflot. Al dejar dicho cargó volvió a la esfera política como asistente del presidente de la Federación de Rusia, sirviendo primero a Borís Yeltsin y después a Vladímir Putin, con el que estuvo hasta marzo de 2004.